# Lönnbrännare

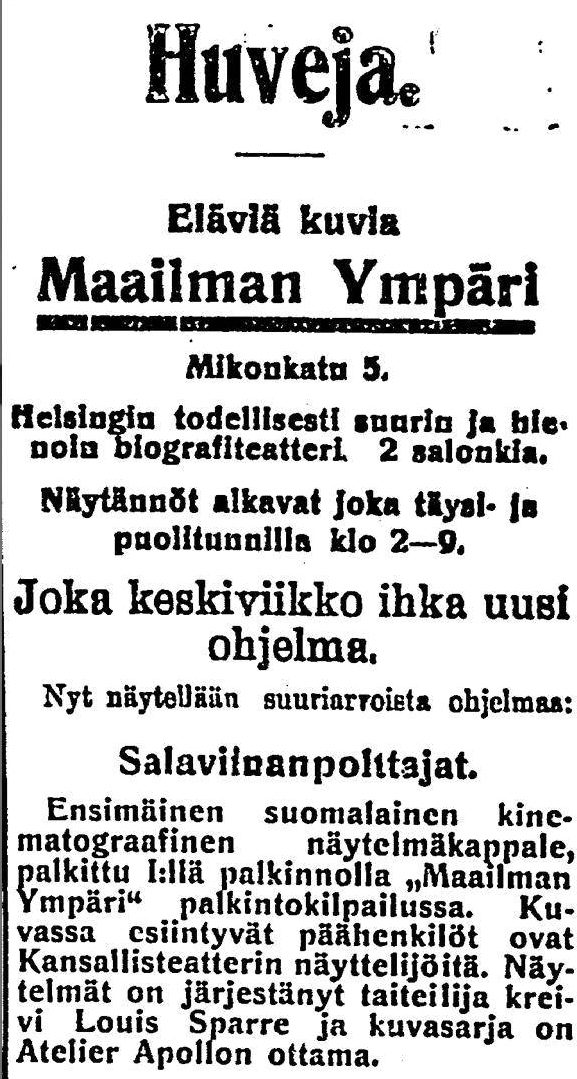
Reklam för filmen i Helsingin Sanomat.

Lönnbrännare (finska: Salaviinanpolttajat) är en finländsk film från 1907 i regi av Louis Sparre och Teuvo Puro. Filmen producerades av Atelier Apollo som ägdes av Karl Emil Ståhlberg. Lönnbrännare räknas som den första spelfilmen som inspelades i Finland. Filmen har inte bevarats.

## Om filmen
Trots att såväl manus som kopiorna av den ursprungliga filmen har förstörts, är handlingen känd tack vare reklam i pressen. Filmen handlar om två män som sysslar med hembränning i skogen när en resande kommer på dem. Männen bjuder honom på smakprov. Hembrännarna upptäcker att mannen fuskar i kortspel och slagsmål uppstår.  Slutligen dyker också polisen upp.
Lönnbrännare var en 10-20 minuter lång svartvit stumfilm. Inspelningarna gjordes bland annat i Alphyddan i Helsingfors. Filmen hade premiär den 29 maj 1907  i biosalongen Världen rundt på Mikaelsgatan 5 i Helsingfors. Utöver reklamen fick filmen inte mycket plats i tidningarna. ”Artisten, greve Louis Sparre har ordnat det hela och bilden, som utfallit synnerligen klar och tydlig, har fotograferats af Atelier Apollo”, skrev Hufvudstadsbladet (31.5.1907).

## Roller
- Teppo Raikas – lönnbrännaren
- Teuvo Puro – fanjunkare
- Jussi Snellman – länsman
- Eero Kilpi – lönnbrännaren
- Alex Rautio – länsmans assistent